# José Trinidad Muñoz Fernández

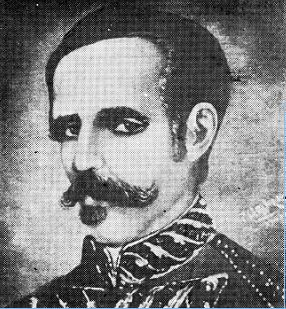
José Trinidad Muñoz Fernández

José Trinidad Muñoz Fernández (* 1790 in Granada (Nicaragua); † 18. August 1855 in El Sauce, Departamento León) war ein zentralamerikanischer General.

## Leben
José Trinidad Muñoz Fernández war Sohn eines spanischen Militärs, er studierte Militärwesen an der Escuela Militar de México. Er leitete in Nicaragua eine Academia o Colegio Militar. Der Titel Pacificador de las Segovias weist darauf hin, dass er an der asymmetrischen Kriegsführung gegen die Indigenas im Norden Nicaraguas beteiligt war, er unterzeichnete mit anderen Militärs die „Acta de San Juan de Limay“.

## Auflösung der Zentralamerikanischen Konföderation
Im Oktober 1838 teilte die Regierung Francisco Ferrera von Honduras der Zentralamerikanischen Regierung unter Fruto Chamorro Pérez mit, dass Hilfstruppen aus Nicaragua nicht mehr das Territorium von Honduras durchqueren dürften.
Fruto Chamorro Pérez befahl José Trinidad Muñoz, welcher die honduranischen Truppen befehligte, den Durchzug der Truppen nicht zu behindern. José Trinidad Muñoz missachtete den Befehl, und als die nicaraguanischen Truppen am 17. August Choluteca erreichten, wurden sie gezwungen, das honduranische Territorium zu verlassen. Als sie dieser Aufforderung nicht nachkamen, ließ sie José Trinidad Muñoz angreifen, und sie wurden in einem dreistündigen Kampf am 19. August geschlagen. Nach Angaben von Muñoz wurden 156 Nicaraguaner getötet und viele gefangen genommen sowie über 200 Musketen erbeutet.

## 1844 Guerra de Malespín
Der nicaraguanische Supremo Director Manuel Pérez übergab sein Amt am 26. September 1844 an Emiliano Madriz. Im Guerra de Malespín 1844 kommandierte Francisco Malespín die Truppen aus El Salvador, Francisco Ferrera die Truppen aus Honduras und José Trinidad Muñoz die Truppen der Partido Legitimista aus Granada (Nicaragua), als diese León (Nicaragua) angriffen.
In der Nacht des 21. November 1844 kampierten die alliierten Truppen in der Schlucht Barranca de San Antonio. Am 26. November 1844 um 20 Uhr erreichten sie León (Nicaragua) und warfen Bomben in die Stadt. Am 27. November 1844 um 3 Uhr war Francisco Malespín betrunken und befahl den Angriff auf Leon, der verlustreich für die Angreifer endete. Bei Sonnenaufgang fand er sein Lager mit Leichen übersät. Der Angriff wurde jedoch bis 16 Uhr fortgesetzt, bis den alliierten Truppen die Munition knapp wurde und zahlreiche ihrer Offiziere getötet oder verletzt waren. Unordnung entstand und die honduranischen Truppen wollten den Angriff abbrechen. José Trinidad Muñoz kommandierte, und der Angriff wurde fortgesetzt. In der folgenden Nacht ließ José Trinidad Muñoz schanzen, und am Morgen des 28. November 1844 waren die alliierten Truppen zu einem wirksamen Angriff aufgestellt.
Eine Verhandlungsdelegation aus Hermenegildo Zepeda Fernández (* 1804; † 7. August 1880) und Jerónimo Carcache aus Leon kam in das Hauptquartier der alliierten Truppen. Francisco Malespín sprach für die alliierten Truppen. Die Kapitulationvereinbarung von Leon: Artikel 1 forderte von El Salvador und Honduras, alle Ausgaben für den gegenwärtigen Krieg zu bezahlen und von El Salvador, die Ausgaben für den Krieg gegen Guatemala vom April 1843, da Nicaragua keine Gefolgschaft bei diesem Krieg geleistet hatte. Artikel 2 forderte die Kapitulation aller Waffen innerhalb des Territoriums von Nicaragua. Artikel 3 forderte die Auslieferung von Joaquín Rivera Bragas (* 1795, † 1845), Exsenador Maximo Orellana, Miguel Alvarez, José Trinidad Cabañas, Gerardo Barrios, Diego Vigil Cocaña und Ramon Vijil.
Der entsprechende Friedensvertrag wurde von José León Sandoval unterzeichnet. Nach dem Guerra de Malesín war er Militärgouverneur von León.
Anfang Juli 1849 schlugen Truppen unter José Trinidad Muñoz Fernández einen Aufstand in Rivas unter Bernabé Somoza nieder.
Am 4. August 1851 leitete General José Trinidad Muñoz Fernández den Putsch, welcher Laureano Pineda und sein Kabinett zur Flucht nach Honduras drängte.
Mit diesem Putsch wechselte er wieder in das Lager der liberalen Partido Democrático.

## 1855 Guerra Nacional
1855 war General José Trinidad Muñoz Fernández Oberbefehlshaber der Truppen der Partido Democrático, welche unter Francisco Castellón Sanabria die Macht in León (Nicaragua) hatte. Der Oberbefehlshaber der Truppen der Partido Legitimista war Ponciano Corral Acosta, welche unter José María Estrada die Macht in Granada (Nicaragua) hatte. Im Oktober 1854 schloss Francisco Castellón Sanabria einen Contract mit dem US-Militärdienstleister Byron Cole, der die Lieferung von 200 Männern, welche im Juni 1855 von William Walker angeführt wurden, festlegte.

## Schlacht von El Sauce
1855 wütete sechs Monate die Cholera in El Sauce.
Am 18. August 1855 gab es eine Schlacht bei El Sauce, bei welcher die konservativen Truppen durch José Santos Guardiola Bustillo aus Honduras geführt wurden. El Sauce war ein ebenes Terrain ohne Straßen oder Gebäude, welche sich zur Verteidigung eigneten.
Hier in fremder Umgebung erwartete José Santos Guardiola auf die 600 Mann starke Truppe der Liberalen, welche von Muñoz geführt wurden. Beim ersten Ansturm wurden die Schützengräben und eine Kanone der Konservativen überrannt. Auf der Seite der Partido Legitimista wurden Capitán Toribio Valle aus Honduras Aniceto Miranda, Santos Chavarría, Ramón Cloter, Carmen Robledo und Camilo Castellón getötet. Auf Seiten der Liberalen wurden Idelfonso Zapata und José Centeno getötet. Die Schlacht wurde von den Truppen der Partido Demorcratico geschlagen. Muñoz erhielt bei dieser Gelegenheit einen tödlichen Schuss in die Rippen und gab sein Kommando an Oberst José María Sarria R. ab.